# Ernophthora
Ernophthora is een geslacht van vlinders van de familie snuitmotten (Pyralidae), uit de onderfamilie Phycitinae.

## Soorten
- E. aphonoptera Clarke, 1986
- E. chrysura Meyrick, 1929
- E. denticornis Meyrick, 1929
- E. dryinandra Meyrick, 1929
- E. iospila Clarke, 1986
- E. lechriogramma Clarke, 1986
- E. maculicostella Ragonot, 1888
- E. milicha Turner, 1931
- E. palassoptera Clarke, 1986
- E. phoenicias Meyrick, 1887